# Жидово (Кошалінський повіт)
Жидово (пол. Żydowo) — село в Польщі, у гміні Полянув Кошалінського повіту Західнопоморського воєводства.
Населення — 1031 особа (2011).

## Демографія
Демографічна структура станом на 31 березня 2011 року:
|          | Загалом | Допрацездатний вік | Працездатний вік | Постпрацездатний вік |
| -------- | ------- | ------------------ | ---------------- | -------------------- |
| Чоловіки | 495     | 73                 | 360              | 62                   |
| Жінки    | 536     | 66                 | 335              | 135                  |
| Разом    | 1031    | 139                | 695              | 197                  |